# Cantone di Carignan
Il Cantone di Carignan è una divisione amministrativa dell'arrondissement di Sedan.
A seguito della riforma approvata con decreto del 21 febbraio 2014, che ha avuto attuazione dopo le elezioni dipartimentali del 2015, è passato da 26 a 40 comuni. Il 15 settembre 2015 i comuni sono diventati 39 a seguito dell'accorpamento di Mairy al comune di Douzy.

## Composizione
I 26 comuni facenti parte prima della riforma del 2014 erano:
- Auflance
- Bièvres
- Blagny
- Carignan
- Les Deux-Villes
- La Ferté-sur-Chiers
- Fromy
- Herbeuval
- Linay
- Malandry
- Margny
- Margut
- Matton-et-Clémency
- Messincourt
- Mogues
- Moiry
- Osnes
- Puilly-et-Charbeaux
- Pure
- Sachy
- Sailly
- Sapogne-sur-Marche
- Signy-Montlibert
- Tremblois-lès-Carignan
- Villy
- Williers

Dal 2015 i comuni appartenenti al cantone sono i seguenti 39:
- Amblimont
- Auflance
- Autrecourt-et-Pourron
- Beaumont-en-Argonne
- Bièvres
- Blagny
- Brévilly
- Carignan
- Les Deux-Villes
- Douzy
- Escombres-et-le-Chesnois
- Euilly-et-Lombut
- La Ferté-sur-Chiers
- Fromy
- Herbeuval
- Létanne
- Linay
- Malandry
- Margny
- Margut
- Matton-et-Clémency
- Messincourt
- Mogues
- Moiry
- Mouzon
- Osnes
- Puilly-et-Charbeaux
- Pure
- Sachy
- Sailly
- Sapogne-sur-Marche
- Signy-Montlibert
- Tétaigne
- Tremblois-lès-Carignan
- Vaux-lès-Mouzon
- Villers-devant-Mouzon
- Villy
- Williers
- Yoncq